# محسن غازي
محسن غازي، (1 يناير 1961 - ) فنان سوري من مواليد محافظة حماة وهو خريج المعهد العالي للفنون المسرحية قسم التمثيل، انضم إلى نقابة الفنانين السوريين عام 1984، مثل في المسرح والإذاعة والتلفزيون والسينما، ولديه العديد من الأغاني.
شغل منصب نقيب الفنانين السوريين سابقاً بالمشاركة مع الفنان علي قاسم (توضيح) منذ تاريخ 9/3/2022 وحتى مارس 2025 ، خلفا للنقيب الراحل زهير رمضان.

## أعماله

### في المسرح
- جلجامش.[4]
- مغامرة رأس الملوك جابر.[4]

### في الإذاعة
- حكم العدالة

### في السينما
- نجوم النهار
- ليالي أبن آوى

### في التلفزيون
- مع وقف التنفيذ
- الولادة من الخاصرة 3: منبر الموتى
- الولادة من الخاصرة 2: ساعات الجمر
- حارة الباشا
- ليل المسافرين
- عودة مسافر
- الشريد
- ما يطلبه المستمعون
- صور عائلية
- أبو زيد الهلالي
- شام شريف
- ذكريات الزمن القادم

ترأس غازي فرع ريف دمشق لنقابة الفنانين وكان نائباً للنقيب بين عامي 2010 و2014 وهو عضو المكتب التنفيذي لاتحاد الفنانين العرب كما كان عضواً في مجلس الشعب السوري لدورتين تشريعيتين.
انتخبه مجلس نقابة الفنانين بتاريخ 9 آذار 2022 نقيباً للفنانين السوريين، وجاء انتخاب غازي للدورة الانتخابية الثانية وفق القانون 40 الصادر عام 2019 الذي أعاد تنظيم عمل نقابة الفنانين.

## روابط خارجية
- محسن غازي على موقع IMDb (الإنجليزية)
- محسن غازي على موقع قاعدة بيانات الأفلام العربية
- محسن غازي على موقع قاعدة بيانات الفيلم (الإنجليزية)